# Zephyra compacta
Zephyra compacta là một loài thực vật có hoa trong họ Tecophilaeaceae. Loài này được C.Ehrh. mô tả khoa học đầu tiên năm 2001.